# Les Volcans de Mars
Les Volcans de Mars est un roman français de science-fiction de Jean-Louis Le May paru aux éditions Fleuve Noir Anticipation.

## Résumé
La Terre est divisée en deux grands blocs opposés par la « guerre de l'énergie », d'un côté, l'Union, et de l'autre, la Coalition. Les affrontements militaires ont pollué pour des siècles certaines régions de la planète à la suite de l'utilisation massive de bombes atomiques. 
Cependant, sur Mars, la cohabitation des colons de l'un et de l'autre des deux blocs est beaucoup plus pacifique, et l'entraide est même de rigueur dans cet environnement hostile à l'Homme. Lorsqu'un vaisseau de la Coalition s'écrase sur le sol martien à la suite d'une panne, ne laissant qu'un poignée de survivants ayant réussi à s'échapper avant l'impact, et qu'au même moment la base principale de l'Union doit être évacuée à la suite de fuites radioactives faisant plusieurs centaines de morts, les états-majors des deux blocs envoient une flottille de vaisseaux spatiaux riposter à l'attaque supposée du camp adverse. 
Heureusement, une mission est envoyée par le président de l'Union, à bord d'un nouveau vaisseau, bien plus rapides que les croiseurs traditionnels, afin d'enquêter avant qu'une nouvelle guerre n'éclate. Celle-ci sera évitée de peu grâce à l'efficace investigation, et la clairvoyance de Yelle de Parago, la nièce de la conseillère du Président.